# Cristo Protetor

Cristo Protetor (2025)

Cristo Protetor („Christus, der Beschützer“) ist eine monumentale Christusstatue, die sich auf dem Cerro de las Antenas, einem Hügel in der Nähe von Encantado im Bundesstaat Rio Grande do Sul im Süden Brasiliens befindet. Mit einer Höhe von 37,5 Metern ist sie die höchste Christusstatue weltweit (Stand 2024) und überragt die Christus-König-Statue von Świebodzin (Schwiebus) um anderthalb Meter sowie die Statue Cristo Redentor („Christus, der Erlöser“) auf dem Corcovado im Süden Rio de Janeiros um 7,5 Meter. Die Statue Cristo Protetor wurde von dem Bildhauer Genésio Gomes de Moura und seinem Sohn Moisés Markus Moura entworfen.

## Geschichte
Der Bau des Denkmals wurde auf Initiative des damaligen Bürgermeisters von Encantado Adroaldo Conzatti im Juli 2019 begonnen. Conzatti erlebte die Fertigstellung nicht mehr, da er im März 2021 verstarb. Im April 2022 wurde die Statue im Wesentlichen fertiggestellt. Es wird noch die Infrastruktur für die Besucher erweitert, sodass die offizielle Eröffnung im Jahr 2023 geplant ist.
Die Kosten für die Christusstatue wurden mit rund 364.000 US-Dollar angegeben. Die Finanzierung erfolgte durch die örtliche Gemeinde, insbesondere von den Amigos de Cristo, einem gemeinnützigen Verein der „Freunde Christi“, der mit dem monumentalen Projekt Glaube und Frömmigkeit fördern will.

## Beschreibung
Die Statue wurde aus Beton und Stahl gefertigt, das Gewicht beträgt ca. 1700 Tonnen. Die Höhe der Statue beträgt 37,50 Meter, die Sockelhöhe 6,00 Meter. Damit ergibt sich eine Gesamthöhe von 43,50 Metern. Die Spannweite der ausgestreckten Arme beträgt 39 Meter. Die Statue ist begehbar und mit einem Aufzug ausgestattet. Dieser führt zu einer Plattform im Innern, von der aus die Besucher durch eine herzförmige Öffnung in der Brust einen Panoramablick auf die Stadt Encantado und das Vale do Taquari haben.